# Liga Nacional de Nueva Zelanda 1973
La Liga Nacional de Nueva Zelanda 1973 fue la cuarta edición de la antigua primera división del país. El Christchurch United se coronó campeón por primera vez, siendo el primer club de la Isla Sur en adjudicarse el título de liga.

## Promoción
El Auckland City, que había terminado en último lugar en la temporada anterior no ingresó a la promoción por un lugar en la edición 1973. Además, ningún club de la Southern League participó por lo que la promoción por el ascenso se resumió a un partido de ida y vuelta entre el Hamilton, de la Northern League y el Wellington Diamond United, participante de la Central League.

### Participantes
| Equipo                    | Ciudad     | Liga            |
| ------------------------- | ---------- | --------------- |
| Hamilton                  | Hamilton   | Northern League |
| Wellington Diamond United | Wellington | Central League  |

### Posiciones
Tras empatar los dos partidos 1-1, se jugó un partido desempate que ganó el Wellington por 2-0.
| Pos | Equipo                    | PJ | G | E | P | GF | GC | Dif | Pts |
| --- | ------------------------- | -- | - | - | - | -- | -- | --- | --- |
| 1   | Wellington Diamond United | 3  | 1 | 2 | 0 | 4  | 2  | 2   | 4   |
| 2   | Hamilton                  | 3  | 0 | 2 | 1 | 2  | 4  | -2  | 2   |

J: partidos jugados; G: partidos ganados; E: partidos empatados; P: partidos perdidos; GF: goles a favor;
 GC: goles en contra; DG: diferencia de goles; Pts: puntos

| \| \| Clasificación a la Liga Nacional \| |                                  |
|                                           | Clasificación a la Liga Nacional |

## Equipos participantes
| Equipo                      | Ciudad       | Liga            |
| --------------------------- | ------------ | --------------- |
| University-Mount Wellington | Auckland     | Northern League |
| Eastern Suburbs             | Auckland     | Northern League |
| Blockhouse Bay              | Auckland     | Northern League |
| Stop Out                    | Lower Hutt   | Central League  |
| Gisborne City               | Gisborne     | Central League  |
| Wellington City             | Wellington   | Central League  |
| Wellington Diamond United   | Wellington   | Central League  |
| Christchurch United         | Christchurch | Southern League |
| New Brighton AFC            | Christchurch | Southern League |
| Caversham AFC               | Dunedin      | Southern League |

## Clasificación
| Pos | Equipo                      | PJ | G  | E | P  | GF | GC | Dif | Pts |
| --- | --------------------------- | -- | -- | - | -- | -- | -- | --- | --- |
| 1   | Christchurch United         | 18 | 13 | 3 | 2  | 38 | 11 | 27  | 29  |
| 2   | University-Mount Wellington | 18 | 10 | 1 | 7  | 40 | 21 | 19  | 21  |
| 3   | Blockhouse Bay              | 18 | 9  | 3 | 6  | 25 | 22 | 3   | 21  |
| 4   | Gisborne City               | 18 | 8  | 4 | 6  | 33 | 26 | 7   | 20  |
| 5   | Eastern Suburbs             | 18 | 9  | 2 | 7  | 30 | 30 | 0   | 20  |
| 6   | Wellington Diamond United   | 18 | 8  | 4 | 6  | 21 | 27 | -6  | 20  |
| 7   | Stop Out                    | 18 | 7  | 3 | 8  | 32 | 28 | 4   | 17  |
| 8   | Wellington City             | 18 | 6  | 2 | 10 | 29 | 33 | -4  | 14  |
| 9   | New Brighton AFC            | 18 | 5  | 3 | 10 | 25 | 43 | -18 | 13  |
| 10  | Caversham AFC               | 18 | 2  | 1 | 15 | 6  | 38 | -32 | 5   |

J: partidos jugados; G: partidos ganados; E: partidos empatados; P: partidos perdidos; GF: goles a favor;
 GC: goles en contra; DG: diferencia de goles; Pts: puntos
|  | Desafiliación para la próxima temporada |

| Bandera de Nueva Zelanda              |
| Campeón Christchurch United 1º título |